# SN 2009iz
SN 2009iz – supernowa typu Ib/c odkryta 19 września 2009 roku w galaktyce UGC 2175. W momencie odkrycia miała maksymalną jasność 18,20m.